# Don Draper
Donald Francis "Don" Draper, falsa identità adottata da Richard "Dick" Whitman, è un personaggio immaginario, protagonista della serie televisiva statunitense Mad Men (2007-2015), interpretato da Jon Hamm, Brandon Killham e Dylan James Holt.
Don Draper è ampiamente considerato uno dei personaggi più importanti e iconici nella storia della televisione e Jon Hamm è stato universalmente elogiato per la sua interpretazione.

## Caratteristiche
All'inizio della serie, Don Draper è il carismatico ma enigmatico direttore creativo presso l'agenzia pubblicitaria fittizia di Manhattan Sterling Cooper. Nonostante il suo successo, è tormentato da diversi problemi personali, tra cui quelli legati alla sua reale identità e all'alienazione sociale, in parte a causa del suo difficile passato. I suoi sviluppi personali e professionali nella serie sono spesso inseriti all'interno di eventi sociali, politici ed economici degli anni sessanta.
Il personaggio di Don Draper è parzialmente ispirato a Draper Daniels, direttore creativo presso l'agenzia pubblicitaria Leo Burnett a Chicago negli anni cinquanta, che lavorò alla campagna del Marlboro Man, e a Bill Backer, un dirigente pubblicitario presso la McCann Erickson, che creò la pubblicità I'd Like to Buy the World a Coke nel 1971.

## Storia del personaggio

### Primi anni
Dai flashback inseriti nella serie, si scopre che Donald Francis Draper è una falsa identità adottata da Richard "Dick" Whitman, nato a Bunbury, in Illinois, nel 1926 da Evangeline (Kelly Huddleston), una prostituta, e Archibald "Archie" Whitman (Joseph Culp), un contadino violento e alcolizzato. La madre muore durante il travaglio e il padre viene ucciso a calci da un cavallo spaventato, sotto gli occhi di Dick, quando quest'ultimo ha 10 anni.
Dick viene così allevato dalla matrigna, la moglie di Archie, Abigail (Brynn Horrocks), che lo tratta crudelmente perché rappresenta un promemoria dell'infedeltà del marito. Al momento della morte del padre, lei è incinta e darà alla luce il fratellastro di Dick, Adam (Jay Paulson). L'unica persona che si dimostra gentile nei confronti di Dick da bambino è il suo patrigno, "Zio Mack" (Morgan Rusler), che gli insegna come sopravvivere nel mondo reale. Mack vive con la sorella di Abigail, Ernestine (Julie Alexander), e gestisce un bordello nella Coal Region, in Pennsylvania, dove Dick e Adam crescono. All'età di 15 anni, la zia di Dick muore e lui porta la bara al suo funerale.
Molti anni dopo, una delle prostitute del bordello fa rubare a Dick degli oggetti di valore dai pantaloni di un suo cliente, e che lui utilizza per acquistare delle barrette Hershey, che Don ricorda come una delle cose più vicina a un'infanzia normale che abbia mai avuto.
Durante questo periodo della sua vita, iniziò a soffrire di croup, motivo per il quale viene affidato alle cure di una prostituta, Aimée (Megan Ferguson). Lei è gentile con lui e con Aimée Dick perde la sua verginità. A tal proposito il creatore Matthew Weiner ha dichiarato che questo rappresenta "il suo rapporto con il sesso e le molestie", mentre Abigail Rine, nella sua recensione su The Atlantic descrive più esplicitamente come stupro.

### La Guerra in Corea e il cambio d'identità
Richard Whitman finisce la scuola superiore, e poco più che ventenne decide di scappare e di arruolarsi nell'esercito degli Stati Uniti, nel corso della guerra di Corea del 1950. Una volta schierato sul fronte, viene affidato al comando del tenente Donald Francis Draper (Troy Ruptash), un ingegnere impiegato nel genio  con l'ordine di costruire un ospedale da campo con il solo aiuto di Whitman, dato che tutti i precedenti subordinati di Draper avevano disertato o erano stati catturati o uccisi.
Durante un attacco di artiglieria nemica, Whitman causa accidentalmente un'esplosione, che uccide Draper all'istante. Gravemente ferito, Whitman decide di scambiare le proprie piastrine con quelle di Draper, dopo di che sviene. Si risveglia in un ospedale da campo dell'esercito americano, dove viene creduto l'ufficiale Draper e gli viene assegnata la Purple Heart. Viene quindi rimandato a casa su un treno con la bara di Whitman (che conteneva il corpo di Draper), che viene destinata ai suoi parenti. Alla stazione viene notato dal fratellastro Adam (Jay Paulson), ma non viene creduto dai genitori. Anni dopo, nel 1960, Adam rintraccia il suo fratellastro a New York, ma Donald Draper insiste nel voler lasciarsi il passato alle spalle e lo allontana freddamente, ripagandolo con $ 5.000 in contanti per mantenere segreto il suo cambio di identità. Mesi dopo, Dick scoprirà che Adam non sopportando di vivere da solo si è impiccato, facendo in modo di restituirgli i soldi.
Dopo il servizio militare Whitman comincia una nuova vita come Don Draper, lavorando come venditore di auto usate. Anna M. Draper (Melinda Page Hamilton), la moglie del vero Don Draper, lo rintraccia, chiedendogli conto del motivo per cui si fa chiamare come il marito. Dick la informa della morte di Don e confessa la sua frode. Tra i due nacque così uno stretto legame di amicizia destinato a durare per molti anni. Anna rimane infatti una sua intima amica e confidente fino alla sua morte per cancro alle ossa nel 1965, tanto che Dick si affida sempre a lei quando si trova in crisi e necessita di supporto psicologico, fornendole in cambio tutto l'aiuto economico di cui lei ha bisogno.

### Vita come Don Draper
Ormai divenuto Don Draper, si trasferisce a New York, dove lavora come venditore di pellicce, frequentando il City College nottetempo. Con il benestare del suo capo, scrive testi pubblicitari per il negozio di pellicce per cui lavora, il che lo aiuta a comporre un portfolio. È in questo periodo, nel 1953, che Draper incontra la sua futura moglie, Elizabeth "Betty" Hofstadt (January Jones), una modella che viene fotografata per una delle sue pubblicità. Dopo un incontro casuale in negozio, riesce a ottenere da un Roger Sterling (John Slattery) ubriaco un lavoro come copywriter presso propria agenzia pubblicitaria Sterling Cooper, dove alla fine diviene direttore creativo.
Draper è considerato un'importante risorsa per l'agenzia, poiché dotato di un notevole talento nel comprendere i desideri altrui e nel presentare e vendere le sue idee in modo efficace. Per questo motivo viene occasionalmente corteggiato anche da altre società pubblicitarie. Pur mantenendo il suo carattere, quasi tutti in azienda rispettano il suo talento, tuttavia alcuni sono turbati dal comportamento irregolare di Draper.
Peggy Olson (Elisabeth Moss), inizia a lavorare nel 1960 presso la Sterling Cooper come segretaria di Draper, ma con il supporto del suo capo diviene a sua volta una copywriter. Per tutta la serie la loro relazione è di fiducia e rispetto reciproco, anche se Peggy avanza nella carriera e alla fine abbandona l'agenzia, per non dover competere con Draper.
Draper e Betty si sposano nel maggio del 1953 e si trasferirono in una casa all'indirizzo 42 Bullet Park Road, a Ossining, nella Contea di Westchester, stato di New York. Hanno tre figli: Sally (Kiernan Shipka), nata nel 1954 o all'inizio del 1955; Bobby (Maxwell Huckabee), nato nel 1957 o all'inizio del 1958; Gene, nato nel 1963. Il matrimonio si rivela difficile e tormentato, in particolare per Betty, che matura problemi psicologici dovuti alla frustrazione e a causa delle numerose relazioni extraconiugali del marito. Betty chiede il divorzio nel 1964 dopo aver scoperto la vera identità del marito. In seguito sposa il politico repubblicano Henry Francis (Christopher Stanley). Don invece si risposa con la sua segretaria, Megan Calvet (Jessica Paré), con la quale si trasferisce in un elegante appartamento nell'Upper East Side, in Park Avenue.
Nel dicembre 1963, Draper convince Bert Cooper (Robert Morse), Roger Sterling e Lane Pryce (Jared Harris), oltre a Peggy Olson, Pete Campbell (Vincent Kartheiser), Joan Holloway (Christina Hendricks) e Harry Crane (Rich Sommer), a lasciare la Sterling Cooper, quando scoprono che la loro società sarebbe stata acquisita dall'agenzia rivale McCann Erickson. Formano così una nuova agenzia, la Sterling Cooper Draper Pryce (SCDP), lavorando inizialmente in una suite d'albergo, prima di trasferirsi al Time-Life Building. In seguito l'agenzia si fonde con la storica rivale, formando così la Sterling Cooper & Partners (SC&P). Ma mentre l'agenzia ha successo, alla fine della sesta stagione, Draper è costretto a prendere un periodo di congedo dalla nuova agenzia a causa del suo comportamento irregolare, che costa all'agenzia il possibile cliente Hershey Chocolate.
Draper lavora così come libero professionista per un anno mentre tecnicamente è ancora sul libro paga della SC&P. Megan si trasferisce a Los Angeles, per inseguire la propria carriera di attrice e chiede il divorzio. Sentendosi in colpa per le sue passate infedeltà, Draper le offre un generoso accordo di divorzio. Alla fine SC&P gli permette di tornare a condizione che smetta di bere sul lavoro. Draper svolge bene il proprio compito e alla fine riottiene la sua vecchia posizione nell'azienda. Dopo la morte di Bert Cooper, Roger Sterling, con il sostegno di Draper e di altri partner, vende la SC&P a McCann, divenendone una filiale indipendente e separata. L'accordo dura un anno prima che McCann decida di assorbire la SC&P completamente. I dirigenti della McCann affidano a Draper del materiale gestionale, ma lui viene preso dal panico al pensiero di essere legato e lascia l'azienda nel bel mezzo di una riunione.
Draper intraprende quindi un'esistenza nomade, lavorando tra l'altro come meccanico. Nell'episodio finale della serie, Da persona a persona, si trasferisce in una comune con la nipote di Anna, Stephanie (Caity Lotz). Nell'ultima scena dell'episodio e della serie, Draper si siede e medita, con un sorriso sul volto. Il suo destino finale rimane ambiguo: nelle loro recensioni dell'episodio finale, alcuni critici affermano che la ripresa finale dell'episodio - l'iconico spot pubblicitario della Coca-Cola I'd Like to Buy the World a Coke del 1971, prodotto dalla McCann Erickson - implica che questo non sia un finale definitivo della storia di Draper, mentre altri hanno notato che l'ultima conversazione di Peggy con Don è una telefonata che lo invita a tornare a lavorare con lei per un nuovo cliente che ha appena acquisito, la Coca-Cola appunto, suggerendo che Draper sia tornato alla pubblicità e abbia creato il celebre spot.

## Interpreti

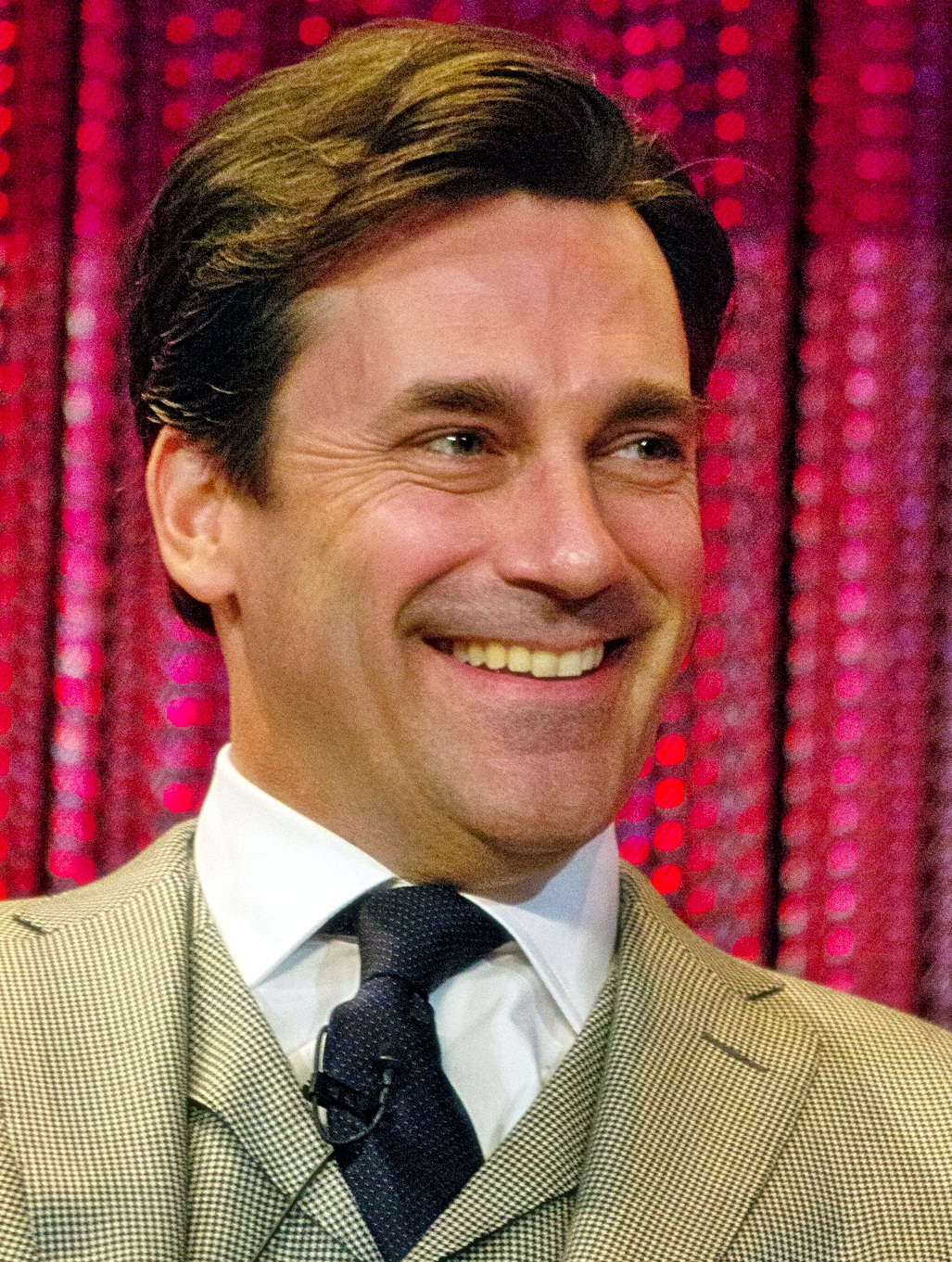
Jon Hamm, interprete di Don Draper

Nella serie televisiva Mad Men, Don Draper viene interpretato dall'attore statunitense Jon Hamm. Quando Hamm viene scelto tra più di 80 candidati per interpretare la parte, nel 2007, ciò rappresenta una svolta decisiva per la sua carriera, dopo aver ottenuto per lo più piccoli ruoli in produzioni cinematografiche e televisive. La serie sviluppa rapidamente un pubblico fedele e consensi della critica, portando Hamm a ad aggiudicarsi, nel 2008, un Golden Globe come miglior attore in una serie televisiva drammatica, oltre a venire candidato a uno Screen Actors Guild Award e a un Emmy Award come miglior attore protagonista. Nel 2009 Hamm viene nuovamente candidato a un Golden Globe e a uno Screen Actors Guild Award nelle stesse categorie e riceve un'altra candidatura agli Emmy come miglior attore. Hamm riceve ancora candidautre ai Golden Globe per la sua interpretazione di Don Draper in Mad Men nel 2010, 2011 e 2013, aggiudicandosi nuovamente il premio nel 2016. La popolarità ottenuta dalla serie e dal suo personaggio, consente a John Hamm di ottenere in seguito ruoli più importanti.
Nell'edizione in italiano di Mad Men, John Hamm viene doppiato da Fabrizio Pucci.

## Accoglienza
Daniel Fienberg, sul suo blog The Fien Print, ospitato da HitFix, ha scritto che "l'interpretazione di Hamm come Don Draper è la svolta definitiva del decennio, un successo al pari di quello di George Clooney in E.R. - Medici in prima linea per un breve periodo degli anni novanta. Tutto quello che Hamm aveva da fare era convincere i produttori che c'erano delle potenzialità in Jon Hamm e lo ha dimostrato generosamente. Se Matthew Weiner si è occasionalmente spinto oltre i limiti di Hamm, è stato solo perché Draper è stato scritto come un personaggio tormentato e spesso intricato. A mio avviso, ogni volta che pensi di aver visto Hamm sbattere contro un muro, ottieni un episodio tipo Fascino italiano, Nuovi, giovani e creativi, Rivelazioni o, specialmente, La zingara e il vagabondo.". Bee Wilson di The Guardian ha lodato l'interpretazione di Jon Hamm scrivendo "Le sedie degli Eames e gli abiti a clessidra sono un piacere visivo, ma in realtà tutto ruota attorno alla performance di Jon Hamm nei panni di un uomo disgustato dal suo essere un donnaiolo e lo schiavo delle sue stesse belle bugie".
Nel 2009 AskMen.com ha eletto il personaggio di Don Draper il più influente uomo del mondo, davanti a ogni altro personaggio reale. In aggiunta, Xfinity lo ha inserito al quarto posto della lista TV's Most Intriguing Characters (lett. "personaggi televisivi maggiormente intriganti"), dopo Jack Bauer (Kiefer Sutherland) di 24, Tara Craine (Toni Collette) di United States of Tara e Cristina Yang (Sandra Oh) di Grey's Anatomy. Nel 2010, Entertainment Weekly ha inserito Don Draper nella sua lista The 100 Greatest Characters of the Last 20 Years (lett. "I 100 più grandi personaggi degli ultimi 20 anni"). Nel 2015, hanno inserito Don Draper nella lista 25 Best TV Characters of the Past 25 Years (lett. "I 25 personaggi migliori degli ultimi 25 anni").
Jon Hamm ha ricevuto otto candidature ai Primetime Emmy Award come miglior attore protagonista in una serie drammatica per ogni stagione eleggibile di Mad Men. Hamm ha perso per sette volte, perdendo quattro volte contro Bryan Cranston per la sua interpretazione come Walter White in Breaking Bad. Molti critici hanno manifestato l'opinione che Matthew Weiner ha diviso inutilmente la stagione finale di Mad Men in due parti trasmesse in due anni, così che Hamm avesse l'opportunità di venire candidato una volta in più agli Emmy, dopo che Breaking Bad ebbe terminato la propria messa in onda. Hamm infatti vinse l'ultima candidatura alla 67ª edizione dei Primetime Emmy Awards, nel 2015. Hamm è salito sul palco, scherzando sualla sua quasi decennale lotta per vincere un Premio Emmy.
Oltre all'Emmy, Jon Hamm ha vinto due volte il Golden Globe come miglior attore in una serie drammatica, nel 2008 and 2016. Condivide il podio con Ed Asner, John Forsythe, Hugh Laurie e Tom Selleck, per le maggiori vittorie nella categoria. Ha vinto inoltre due volte il TCA Award for Individual Achievement in Drama, nel 2011 e nel 2015; il Critics' Choice Television Award come miglior attore in una serie drammatico nel 2011; ha infine ricevuto sei candidature agli Screen Actors Guild Award come miglior attore in una serie drammatica.

## Filmografia
- Mad Men - serie TV, 92 episodi (2007-2015)
- Conan - serie TV, episodi 1x01-2x39 (2010-2012)